# Dłutowanie metodą Maaga
Dłutowanie metodą Maaga – obwiedniowa metoda wykonywania kół zębatych poprzez nacinanie zębów w procesie dłutowania. 
Narzędziem wykorzystywanym w tej metodzie jest kształtowy nóż dłutowniczy umożliwiający częściowe nacinanie kilku zębów. Zarys zęba uzyskuje się jako obwiednie kolejnych położeń narzędzia. Metoda umożliwia wykonywanie kół o zębach prostych bądź śrubowych o modułach 1 ÷ 50 mm, średnicach zewnętrznych 20 ÷ 12000 mm oraz kącie linii zęba 0° ÷ 70°. Istotną wadą metody jest długi czas obróbki spowodowany przerywanym charakterem obróbki. Po obróbce każdej podziałki następuje zatrzymanie narzędzia i przesunięcie przedmiotu do pozycji początkowej i kompensacja luzów. Obróbkę przeprowadza się na dłutownicy Maaga.

W obróbce tą metodą występują trzy etapy:
- etap I - narzędzie wykonuje ruch roboczy (posuwisto - zwrotny), a przedmiot obrabiany "toczy się po narzędziu",
- etap II - obrabiane koło zębate przesunęło się o jedną podziałkę oraz wykonało obrót odpowiadający tej odległości,
- etap III - następuje zatrzymanie narzędzia i przesunięcie przedmiotu obrabianego (bez jego obrotu) do pozycji początkowej.